# Hajsza a föld alatt (film, 2009)
A Hajsza a föld alatt (eredeti cím: The Taking of Pelham 123) 2009-ben bemutatott amerikai akciófilm, thriller Tony Scott rendezésében, Denzel Washington és John Travolta főszereplésével. A további fontosabb szerepekben James Gandolfini, John Turturro és Luis Guzmán láthatók.
A történet a New York-i metróban játszódik, amelynek egyik szerelvényét terroristák kerítik hatalmukba. A film Morton Freedgood (írói álnevén John Godey) 1973-as regénye alapján készült, és az 1974-es, azonos című film újragondolt változata. 2008 márciusában kezdték el forgatni.
Az Egyesült Államokban 2009. június 12-én, Magyarországon pedig 2009. szeptember 3-án mutatták be.

## Cselekmény
Egy magát Rydernek nevező férfi (John Travolta) és fegyveres csapata elfoglalják a New York-i metró egyik szerelvényét, túszul ejtve az utasokat. Ryder Walter Garberrel (Denzel Washington), a metró egyik diszpécserével kerül kapcsolatba, aki akaratán kívül felelőssé válik az utasok életéért és a kiszabadításukra tett akció sikerességéért.

## Szereplők
| Szereplő                       | Színész                | Magyar hang     |
| ------------------------------ | ---------------------- | --------------- |
| Walter Garber                  | Denzel Washington      | Jakab Csaba     |
| Ryder                          | John Travolta          | Széles László   |
| Phil Ramos                     | Luis Guzmán            | Koncz István    |
| Camonetti hadnagy              | John Turturro          | Fazekas István  |
| John Johnson                   | Michael Rispoli        | Besenczi Árpád  |
| Polgármester                   | James Gandolfini       | Kőszegi Ákos    |
| LaSalle polgármester-helyettes | John Benjamin Hickey   | Sztarenki Pál   |
| Sterman felügyelő              | Frank Wood             | Juhász György   |
| Delgado                        | Ramon Rodriguez        | Moser Károly    |
| Bashkim                        | Victor Gojcaj          | Simon Kornél    |
| Emri                           | Robert Vataj           |                 |
| George                         | Alex Kaluzhsky         | Hamvas Dániel   |
| Wallace                        | Gbenga Akinnagbe       | Papucsek Vilmos |
| Anya                           | Katherine Sigismund    |                 |
| Nyolcéves fiú                  | Jake Richard Siciliano | Bogdán Gergő    |
| Mr. Thomas                     | Jason Butler Harner    |                 |
| Jerry Pollard, metróvezető     | Gary Basaraba          | Kapácsy Miklós  |

## Fogadtatás
A film kritikailag vegyes értékeléseket kapott, a jegypénztáraknál pedig a 100 millió dolláros költségének a másfélszeresét hozta vissza.